# Quai de réparation auxiliaire

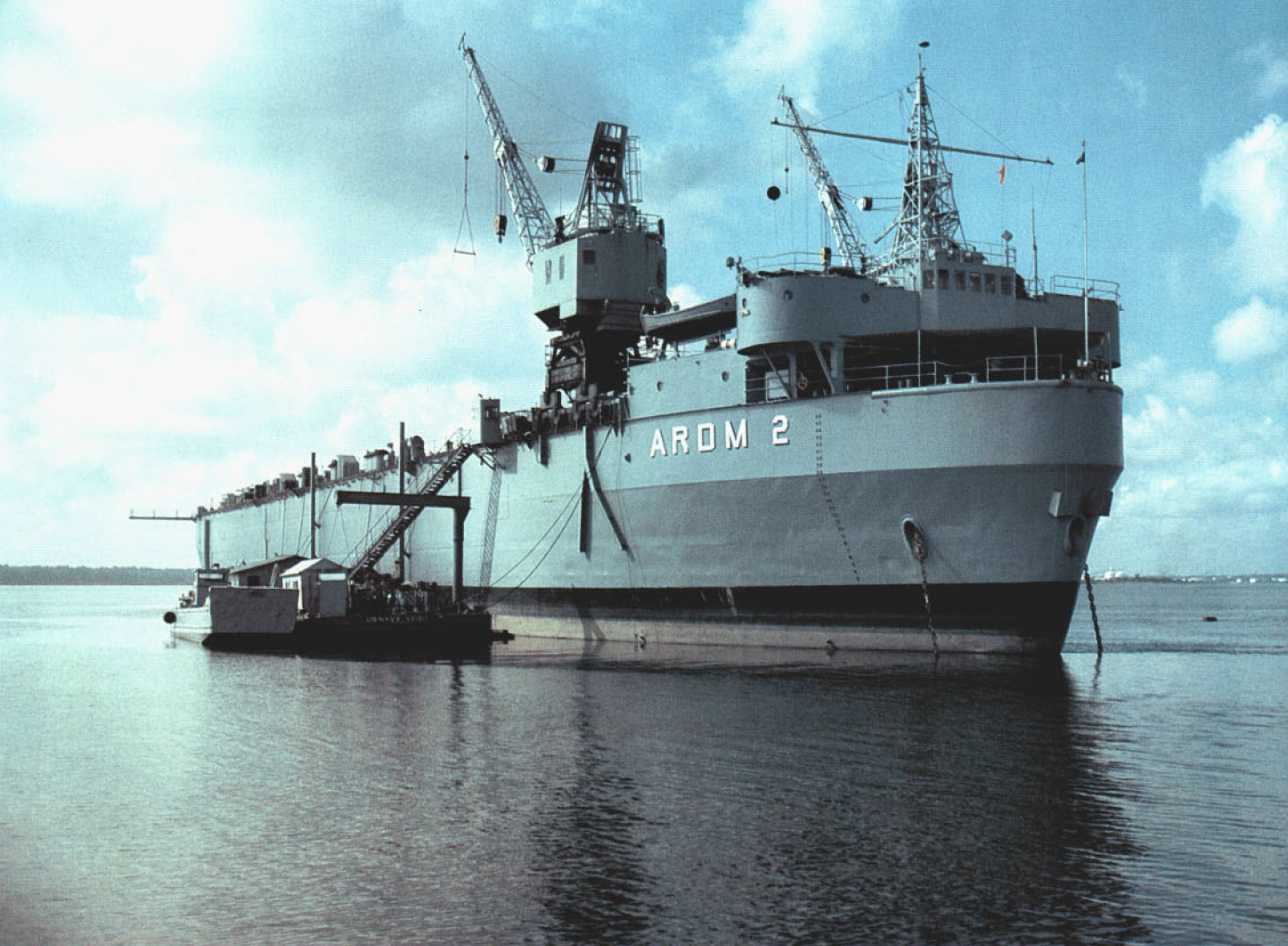
USS Alamogordo (ARDM-2)

Un quai de réparation auxiliaire (en anglais : Auxiliary repair dock (ARD)) est un type de cale sèche flottante auxiliaire utilisée par l'US Navy, en particulier pendant la Seconde Guerre mondiale. La Marine a commandé 33 navires ARD : ARD-1 à ARD-33. Les ARD étaient autonomes pendant la Seconde Guerre mondiale. Ils possédaient un gouvernail pour faciliter le remorquage, ce qui rendait les ARD très mobiles, et ont une proue pour couper les vagues. Les ARD ont une poupe qui peut être ouverte ou fermée, avec une porte à rabat à charnière inférieure, actionnée par des vérins hydrauliques. Cette porte arrière peut être abaissée pour l'entrée du navire dans le quai submergé, puis fermée pour empêcher les vagues. Les ARD ont été construits par la Pacific Bridge Company (en), à Alameda, en Californie.

## Utilisation principale
Le quai de réparation auxiliaire était un type de cale sèche flottante auxiliaire, qui pouvait, de par sa conception, fournir des installations de cale sèche aux navires endommagés de l'US Navy. Les cales sèches flottantes de ce type mesuraient environ 150 m de long et pesaient environ 5 000 tonnes. 

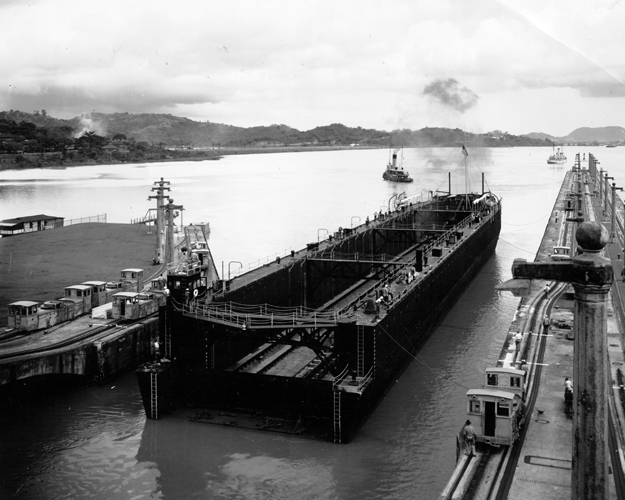
USS ARD-1 au canal de Panama en 1934

Le premier quai de réparation auxiliaire était l'USS ARD-1, construit par la Pacific Bridge Company et achevé en septembre 1934. Il mesurait 119,94 m de long et pouvait soulever 2 200 tonnes. ARD-1 a connu un tel succès que 30 ARD ont été construits, la plupart achevés entre 1942 et 1944. ARD-2 et les cinq quais ARD suivants étaient plus grands à 3 500 tonnes et 148 m de long. ARD-1 a été emmené sur une base navale avancée à Kerama Retto, sur l'île d'Okinawa, pour réparer les nombreux navires endommagés par des attaques kamikazes. ARD-1 a effectué de nombreuses réparations temporaires pour remettre les navires en de nombreux autres ARD se sont joints à l'ARD-1 dans cette tâche importante, ce qui a réduit au minimum le temps d'immobilisation des navires pour réparation,.

## Installation de cale sèche
Les cales sèches flottantes, à la fois les ARD et certains autres types, sont capables de s'inonder pour s'immerger partiellement sous l'eau, ouvrant une porte avant pour permettre à un navire endommagé d'entrer. Une fois que le navire endommagé était au-dessus de la cale sèche flottante, la porte a été fermée et l'eau a été pompée hors des ballasts, ce qui a permis d'effectuer des travaux de réparation sur le navire endommagé. Ces travaux dans les zones de combat étaient souvent de nature temporaire, principalement pour remettre le navire endommagé en état de navigabilité.
Une fois que le navire endommagé a été suffisamment réparé, la cale sèche flottante est de nouveau inondée, la porte est ouverte et le navire réparé repart pour d'autres tâches ou missions.

## Capacités humaines
Pendant la réparation du navire endommagé, la cale sèche était capable de fournir à l'équipage du navire endommagé les nécessités temporaires, telles que les repas, la lessive, certaines fournitures et, dans un nombre limité de cas, l'accostage des membres d'équipage. (Dans la mesure du possible, l'équipage du navire endommagé est resté sur son navire pendant que la réparation structurelle était en cours.)

### Quelques ARD
- USS Oak Ridge (ARDM-1)
- USS Endurance (ARDM-3)
- USS Alamogordo (ARDM-2)
- USS White Sands (ARD-20)
- USS Windsor (ARD-22)
- USS Arco (ARD-29)
- USS San Onofre (ARD-30)